# Quiet Life
Quiet Life är det tredje studioalbumet av den brittiska gruppen Japan, utgivet 1979. Det blev ingen kommersiell succé när det släpptes men var en viktig föregångare för 1980-talets New Romantic-genre och har senare blivit något av en klassiker. Albumet började sälja först när gruppen hade slagit igenom med Tin Drum 1981. Titelspåret Quiet Life blev en singelhit 1982.
Albumet finns med i boken  1001 Albums You Must Hear Before You Die.

## Låtlista
Sida A:
1. Quiet Life  – 4:53
2. Fall in Love with Me  – 4:31
3. Despair  – 5:56
4. In Vogue  – 6:30

Sida B:
1. Halloween  – 4:24
2. All Tomorrow's Parties  – 5:43
3. Alien  – 5:01
4. The Other Side of Life  – 7:26

Bonuslåtar på CD-utgåvan 2004
- All Tomorrow's Parties (12" Version)
- All Tomorrow's Parties (7" Version)
- A Foreign Place (B-sida Quiet Life)
- Quiet Life (7" version)

Alla låtar komponerade av David Sylvian förutom All Tomorrow's Parties, komponerad av Lou Reed.

## Medverkande
- David Sylvian - sång, gitarr
- Richard Barbieri - synthesizer, keyboards
- Mick Karn - basgitarr, saxofon, flöjt, bakgrundssång
- Steve Jansen - trummor, percussion, bakgrundssång
- Rob Dean - gitarr, bakgrundssång

samt:
- Orkester – arrangerad av Ann Odell, dirigerad av Martyn Ford.